# Subatomär partikel
Subatomära partiklar är ett samlingsbegrepp för fysikaliska partiklar som är mindre än atomer. Dessa kan vara elementära eller sammansatta, och studeras tillsammans med hur de agerar inom partikel- och kärnfysik.
I begreppet ingår bland annat de tre partikeltyper som bygger upp atomer: elektroner, protoner och neutroner, varav de två senare i sin tur består av de likaledes i begreppet ingående kvarkarna.
Alfapartikeln, deuteronen och de andra nukliderna är också subatomära. Dessutom ingår fotoner, meson och neutriner, där de senare uppstår i radioaktiva processer i bland annat solen, samt ett flertal typer som inte kan observeras under normala energiförhållanden på jorden, men som ingår i kosmisk strålning och kan produceras i partikelacceleratorer.
Beroende på partiklarnas spinn delas de in i bosoner och fermioner.